# 久留米インターチェンジ

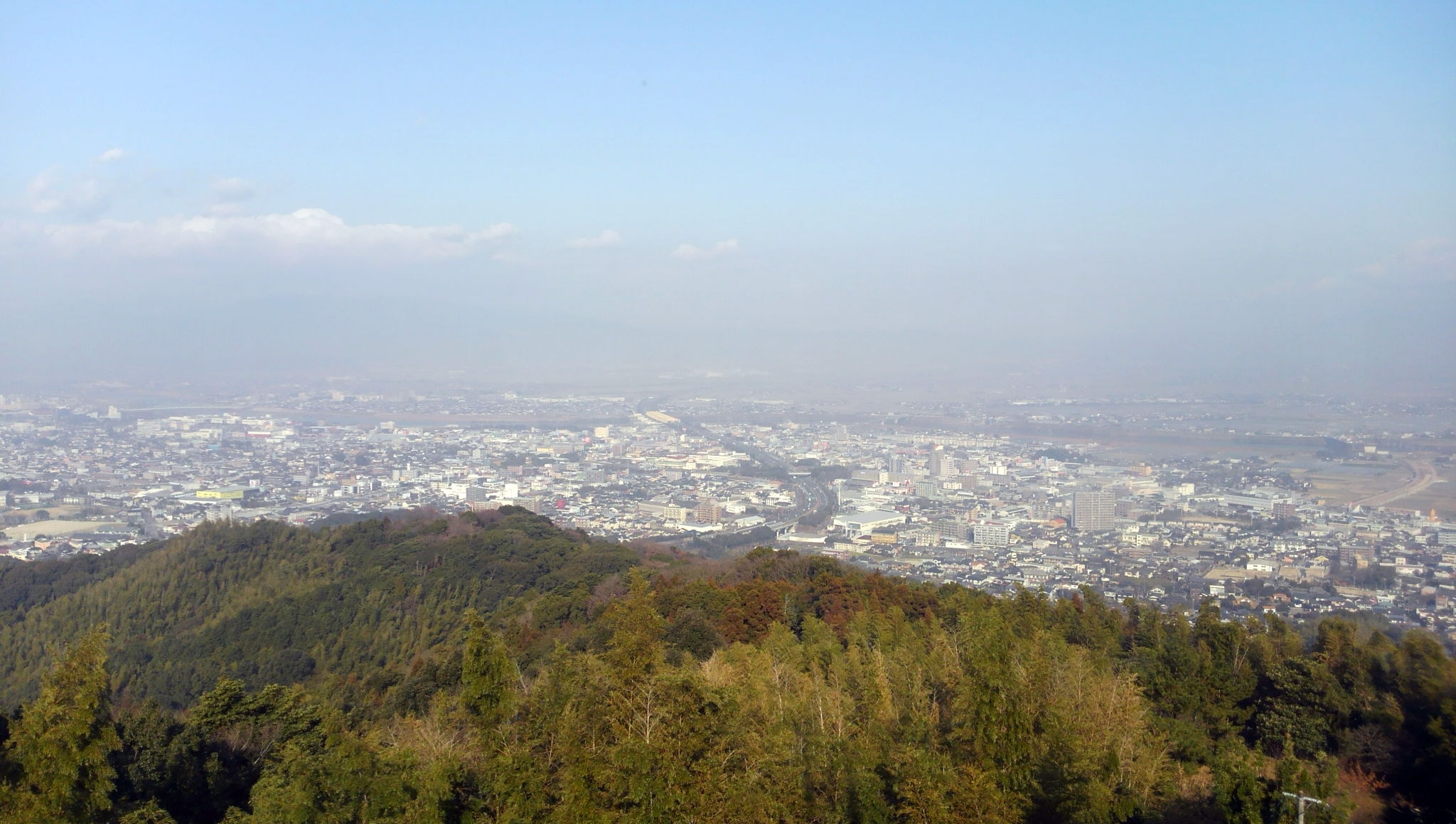
高良大社展望台から眺める久留米インターチェンジと筑後平野(福岡県久留米市)

久留米インターチェンジ（くるめインターチェンジ）は、福岡県久留米市にある九州自動車道のインターチェンジである。
ここから福岡方面は太宰府まで片側3車線になり、熊本方面は片側2車線になる。

## 概要
久留米市のほぼ中間地点にあたる東合川地区に位置するインターチェンジで接続する国道を経由して久留米市東西（久留米市中心街および旧・田主丸町、北野町、うきは市など）へのアクセスに良好である。国道210号等のバイパス網が充実しているため、市街地へのアクセスは比較的良い。久留米インターチェンジの南側には直後に高良大社のある耳納連山が広がっており、九州自動車道はここから山を迂回する形で熊本方面へ向かう（高良大社の展望台からはインターチェンジをはっきりと確認することができる）。久留米インターチェンジで車線数が片側3車線から2車線に戻る上、若干勾配のある坂道になっているため速度低下が起こりやすく、盆正月時や通勤時は渋滞や混雑が発生することもある。
西日本高速道路九州支社久留米高速道路事務所が併設されている。

## 道路
- E3 九州自動車道（10番）

## 接続する道路

### 直接接続
- 国道322号

国道322号を経由して間接的に上津藤光バイパス(都市計画道路東合川野伏間線)と接続。将来的には鳥栖久留米道路の一部を編成する。

### 間接接続
- 国道210号
- 福岡県道53号久留米筑紫野線
- 福岡県道86号久留米筑後線(上津藤光バイパスの延長線)

## 料金所
- ブース数：8

### 入口
- ブース数:3
  - ETC専用：1
  - ETC/一般：１
  - 一般１

### 出口
- ブース数：5
  - ETC専用：2
  - 一般：3

## 周辺
- 久留米大学御井キャンパスなど
- 久留米大学附設中学校・高等学校
- 石橋文化センター
- 水天宮
- 久留米競輪場
- 高良大社
- 久留米東郵便局
- 佐川急便久留米営業所
- フルタ電機福岡営業所
- ゆめタウン久留米
- ベスト電器久留米本店
- ヤマダデンキテックランド久留米店（南西へ車3分[3])

## 歴史
- 1973年11月16日 : 開通

## 久留米バスストップ
久留米バスストップ（くるめバスストップ）は、久留米インターチェンジに併設されたバス停留所である。
停留所設備は高速道路外に設けられており、停車するバスはいったん料金所を出て客扱いを行う形になる。

### 停車する路線
| 路線愛称                                     | 運行会社                                                     | 方面・経路 |
| -------------------------------------------- | ------------------------------------------------------------ | --- |
| 桜島号                                       | 西日本鉄道 南国交通 鹿児島交通 鹿児島交通観光バス JR九州バス | 鹿児島空港南 → 鹿児島空港 → 帖佐 → 鹿児島（鹿児島中央駅・天文館・高速船ターミナル）                                                        |
| フェニックス号 ※スーパーフェニックス号は通過 | 西日本鉄道 九州産交バス 宮崎交通 JR九州バス                  | 人吉IC → 小林IC → 都城北 → 宮崎（宮交シティ・宮崎駅）                                                                                      |
| ごかせ号                                     | 西日本鉄道 宮崎交通                                          | 山都町 → 五ヶ瀬町役場 → 高千穂BC → 青雲橋 → 延岡駅                                                                                         |
| ひのくに号 ※各停のみ停車                     | 西日本鉄道 九州産交バス                                      | 熊本方面：広川 → 八女IC → 西合志 → 武蔵ヶ丘 → 熊本（熊本県庁前・桜町BT） 福岡方面：宮の陣 → 高速基山 → 筑紫野 → 福岡空港（国内線・国際線） |

### 乗り換え
- 北野線（市内路線バス） 「久留米インター入口」バス停
JR久留米駅 → 西鉄久留米駅 → 合川 → 「久留米インター入口」 → 地場産業センター入口 → 東合川 → 北野 → 今村天主堂
- JR久大本線久留米大学前駅まで1.3km

## 隣
E3 九州自動車道
(9)鳥栖JCT - (9-1)小郡鳥栖南SIC - 宮の陣BS - (10)久留米IC - (10-1)広川IC